# Coelioxys yanonis
Coelioxys yanonis is een vliesvleugelig insect uit de familie Megachilidae. De wetenschappelijke naam van de soort is voor het eerst geldig gepubliceerd in 1912 door Matsumura.